# Marianna Zorba
Marianna Zorba (en griego: Μαριάννα Ζορμπά, nacida en Atenas en 1967) es una cantante y profesora de música de origen griego, mayormente conocida por haber representado a su país en el Festival de la Canción de Eurovisión 1997 con la canción "Horepse".

## Festival de Eurovisión 1997
En 1997, la radiodifusora pública de Grecia ERT escogió de forma interna a Zorba como la siguiente representante del país helénico en el certamen de música, a celebrarse el 3 de mayo de ese mismo año en Dublín, Irlanda. La canción escogida, "Horepse" ("Χόρεψε", traducido como "Danza"), fue escrita y compuesta por Manolis Manousselis, y cuyo principal tópico era el "poder de la danza para rejuvenecer a las personas".
La canción, que fue interpretada en la 17° posición de la noche y cuya orquesta estuvo dirigida por Anacreon Papageorgiou, acabó obteniendo 39 puntos y finalizando en el 12° lugar de entre 25 países.

## Después de Eurovisión
Posterior a su paso por Eurovisión, Zorba contrajo matrimonio con Manolis Manouselis, compositor de la canción con la que estuvo en el festival, la semana después de haberse realizado el certamen.
En 2002, Zorba y su esposo se mudaron a la isla de Creta, donde él actualmente trabaja como arquitecto y ella como profesora de música. Juntos formarían después el dúo Notios Anemos ("Viento del Sur") y se han presentado en festival de música, conciertos y en obras teatrales a lo largo de Creta.

## Discografía
- Diavatirio Psixis (1995)
- Akou loipon (1996)
- San Minoiko Karavi (junto a Manolis Manouselis como Notios Anemos) (2005)